# Алайская долина
Ала́йская доли́на (кирг. Алай өрөөнү) — межгорная впадина в пределах Памиро-Алайской горной системы в Ошской области Кыргызстана. Отделяет Памир (на юге) от Гиссаро-Алая (на севере), протянувшись с запада на восток между Алайским и Заалайским хребтами на 150 км. Ширина от 8 до 25 км, площадь около 1700 км². Высота от 2240 м на западе до 3536 м на востоке (перевал Тонмурун).

## География
Подавляющая часть Алайской долины относится к бассейну реки Кызылсу, которая начинается западнее перевала Тонмурун с ледников Заалайского хребта и течёт по Алайской долине на запад в Таджикистан. Небольшая восточная часть Алайской долины относится к бассейну реки Восточная Кызылсу. Эта река вытекает из под одноимённого ледника в Заалайском хребте и течёт на восток в Китай.

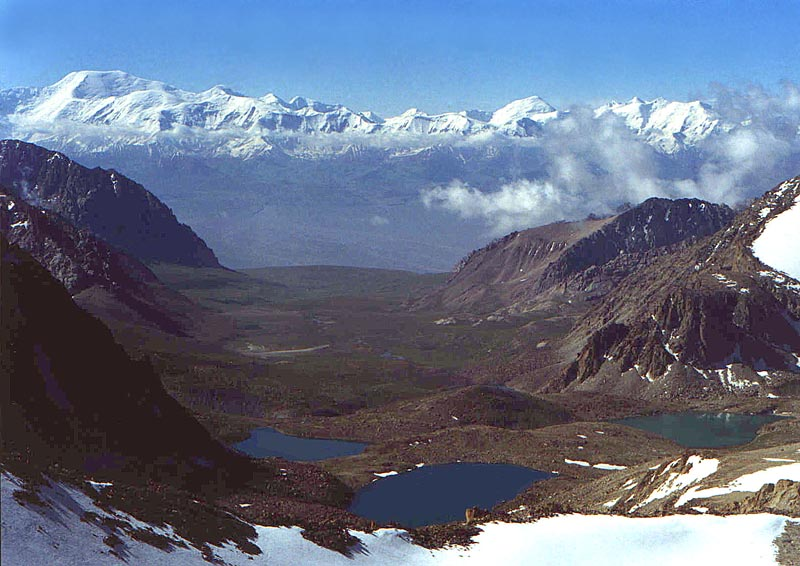
Озеро Кичик-Алая, Алайская долина и Заалайский хребет

Алайская долина очень живописна. На ней много высокогорных пастбищ. Трава особенно густа и высока на пастбищах восточной части долины. Потрясающим зрелищем предстаёт грандиозная стена Заалайского хребта, который возвышается над долиной на 3000 — 3500 метров. В предгорьях Заалайского хребта на заросших травою древних моренах синеют бесчисленные озера.
Транспортным центром Алайской долины является посёлок Сары-Таш, который находится в её восточной части. С севера на юг через Сары-Таш проходит Восточный Памирский тракт (дорога Ош — Хорог). На севере Памирский тракт спускается с перевала Талдык (3615) в Алайском хребте. На юге за селением Бардоба это шоссе поднимается на перевал Кызыларт (4280) в Заалайском хребте.
На восток от посёлка Сары-Таш отходит дорога к пропускному пункту Эркеш-Там на киргизо-китайской границе. На запад от Сары-Таша отходит другая дорога, которая минуя крупные селения Сары-Могол и Кашкасу, приводит в районный центр Дараут-Курган. За Дараут-Курганом эта дорога продолжает идти на запад вдоль Кызылсу и уходит в Таджикистан (в Лахш).

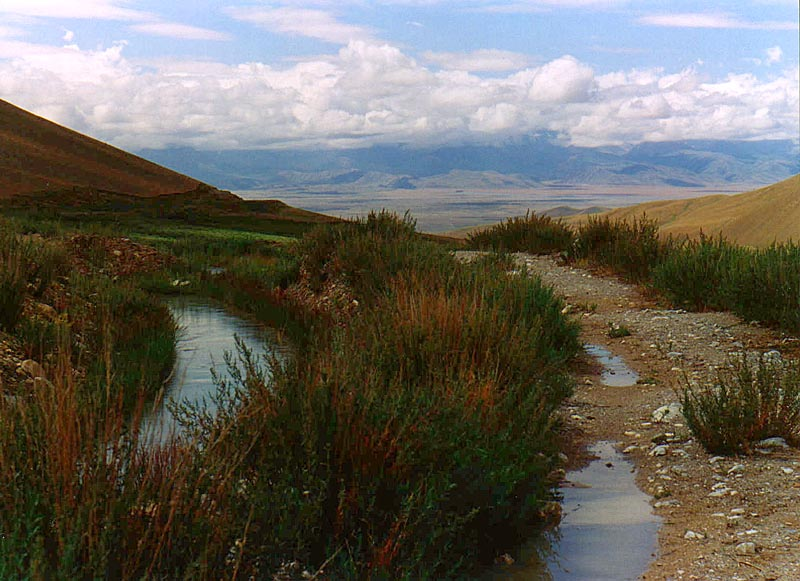
Алайская долина в районе Кашкасу

Наиболее простой заезд в Алайскую долину из города Ош. Дороги Алайской долины широко используются альпинистами и туристами для заброски в горы Кичик-Алая, Западного Заалая, Центрального Заалая (включая район пика Ленина), Восточного Заалая (включая район Курумды). Из Оша через Алайскую долину забрасываются также и на Памир. Наконец, через перевал Иркештам можно заехать в Кашгарские горы (Китайский Памир) в район Конгура и Музтаг-Аты.
Основное население Алайской долины составляют киргизы. Однако посёлок Сары-Могол населён памирцами, находится в административном подчинении Горно-Бадахшанской автономной области и даже снабжается из Хорога продуктами питания и предметами потребления.
Как правило, в Алайской долине действует режим пограничной зоны. Поэтому туристам и альпинистам прежде, чем посетить долину, необходимо оформить в неё пропуска.
В Алайской долине открыто 15 археологических памятников — стоянки каменного века, поселения, могильники бронзового и железного веков, петроглифы, пещера.
Алайская долина лежит между Ферганской долиной и Памиром. По Алайской долине проходил участок Шёлкового пути, начинавшийся в торговом хабе Кашгар (территория современного Китая).

## Хозяйственное освоение
В XVIII—XX веках между Британской и Российской империями в Центральной Азии существовало геополитическое соперничество за влияние в регионе, которое известно в истории как «Большая игра». Завоевав новые колонии на Востоке российские власти озаботились созданием сети стратегическим путей сообщения, по которым можно было бы быстро перебрасывать и снабжать войска.
С этой целью в 1894 через перевал Талдык высотою 3615 метров русские сапёрные части построили первую колёсную дорогу из Ферганской долины в Алайскую долину. В начале 30-х годов XX века в Алайскую долину и проехал первый автомобиль. Позднее дорога получила название Старый Памирский тракт.
Проектирование и строительство дороги было засекречено и осуществлялось в тайне. Долгое время не было известно о её создателях. Летом 1903 исследователь Памира Николай Корженевский обнаружил на перевале Памятный столб с именами людей, принявших участие в проектировании и прокладке дороги. Это были подполковник Бронислав Громбчевский, инженеры путей сообщения Мицкевич, Бураковский, Зараковский и подпоручик Ирмут. Долгое время в Европе полагали, что первую колёсную дорогу через перевал Талдык построили в 1916 пленённые в Первой мировой войне австрийцы.

### Военно-географические и медицинские исследования
Зимой 1976 года Военно-медицинская академия имени С. М. Кирова проводила секретные исследования на базе 2-го мотострелкового батальона 860-го отдельного мотострелкового полка на высоте 3600 метров над уровнем моря, в Алайской долине на предмет адаптации военнослужащих к боевым действиям в условиях горно-пустынной местности. Мероприятия проводились под видом испытания новых образцов формы одежды для ВС СССР.
По итогам исследований были определены методики по адаптации личного состава к условиями высокогорья и выработка критериев индивидуального подбора личного состава, которым предстояло возможное ведение боевых действий в условиях Памира.
По свидетельству очевидцев, температура воздуха опускалась до минус 60 градусов.